# Blunt Force
Pour l'album, voir Blunt Force Trauma.
Pour plus de détails, voir Fiche technique et Distribution.
Blunt Force (Blunt Force Trauma) est un film américain réalisé par Ken Sanzel, sorti en 2015.

## Synopsis
Deux as de la gâchette participent à jeu interdit où chaque participant, muni de protections, tire sur l'autre à tour de rôle.

## Fiche technique
- Titre : Blunt Force
- Titre original : Blunt Force Trauma
- Réalisation : Ken Sanzel
- Scénario : Ken Sanzel
- Musique : Darren Jackson
- Photographie : Paulo Perez
- Montage : Matt Mayer
- Production : Eric Brenner et Gary Preisler
- Société de production : ETA Films
- Société de distribution :
- Pays :  États-Unis
- Genre : Action
- Durée : 97 minutes
- Dates de sortie : 
  -  États-Unis : 20 juillet 2015
  -  France : 29 février 2016 (DVD)

## Distribution
- Ryan Kwanten (V. F. : Alexandre Gillet) : John
- Freida Pinto (V. F. : Karine Foviau) : Colt
- Carolina Gómez (V. F. : Monika Lawinska) : Marla
- Mickey Rourke (V. F. : Gabriel Le Doze) : Zorringer
- Maruia Shelton : Wesley
- Jason Gibson : Huey
- Ruben Zamora : Silva
- Daniel Abril : Rodrigo

## Accueil
John DeFore pour The Hollywood Reporter estime que le film « se prend trop au sérieux ».